# Dichrorampha alexandrae
Dichrorampha alexandrae is een vlinder uit de familie bladrollers (Tortricidae). De wetenschappelijke naam is voor het eerst geldig gepubliceerd in 1972 door Passerin d'Entreves.
De soort komt voor in Europa.